# 露珠冰川
77°1′S 162°22′E / 77.017°S 162.367°E
露珠冰川（英語：Dewdrop Glacier），是南極洲的冰川，位於維多利亞地的斯科特海岸，處於格蘭納特港西南部，由英國探險隊繪入地圖，現時由南極條約體系管理。